# Amtsbezirk Ulderup
Der Amtsbezirk Ulderup war ein Amtsbezirk im Kreis Sonderburg in der Provinz Schleswig-Holstein.
Der Amtsbezirk wurde 1889 gebildet und umfasste die vier Gemeinden Auenbüll, Beuschau, Blans und Ulderup.
1920 wurde der Amtsbezirk aufgelöst und die Gemeinden aufgrund der Volksabstimmung in Schleswig an Dänemark abgetreten.